# Wimbledon 1923
De 43e editie van het Britse grandslamtoernooi, Wimbledon 1923, werd gehouden van maandag 25 juni tot en met zaterdag 7 juli 1923. Voor de vrouwen was het de 36e editie van het Britse graskampioenschap. Het toernooi werd gespeeld op de Church Road bij de All England Lawn Tennis and Croquet Club in de wijk Wimbledon van de Britse hoofdstad Londen. 
Op de enige zondag tijdens het toernooi (Middle Sunday) werd traditioneel niet gespeeld.

## Belangrijkste uitslagen
Mannenenkelspel

Finale: Bill Johnston (Verenigde Staten) won van Francis Hunter (Verenigde Staten) met 6–0, 6–3, 6–1 
Vrouwenenkelspel

Finale: Suzanne Lenglen (Frankrijk) won van Kitty McKane (Verenigd Koninkrijk) met 6–2, 6–2 
Mannendubbelspel

Finale: Leslie Godfree (Verenigd Koninkrijk) en Randolph Lycett (Verenigd Koninkrijk) wonnen van Eduardo Flaquer (Spanje) en Manuel de Gomar (Spanje) met 6–3, 6–4, 3–6, 6–3 
Vrouwendubbelspel

Finale: Suzanne Lenglen (Frankrijk) en Elizabeth Ryan (Verenigde Staten) wonnen van Joan Austin (Verenigd Koninkrijk) en Evelyn Colyer (Verenigd Koninkrijk) met 6–3, 6–1 
Gemengd dubbelspel

Finale: Elizabeth Ryan (Verenigde Staten) en Randolph Lycett (Verenigd Koninkrijk) wonnen van Dorothy Shepherd-Barron (Verenigd Koninkrijk) en Lewis Deane (Zuid-Afrika) met 6–4, 7–5 
Een juniorentoernooi werd voor het eerst in 1947 gespeeld.
1877 · 1878 · 1879 · 1880 · 1881 · 1882 · 1883 · 1884 · 1885 · 1886 · 1887 · 1888 · 1889 · 1890 · 1891 · 1892 · 1893 · 1894 · 1895 · 1896 · 1897 · 1898 · 1899 · 1900 · 1901 · 1902 · 1903 · 1904 · 1905 · 1906 · 1907 · 1908 · 1909 · 1910 · 1911 · 1912 · 1913 · 1914 · 1915–1918 · 1919 · 1920 · 1921 · 1922 · 1923 · 1924 · 1925 · 1926 · 1927 · 1928 · 1929 · 1930 · 1931 · 1932 · 1933 · 1934 · 1935 · 1936 · 1937 · 1938 · 1939 · 1940–1945 · 1946 · 1947 · 1948 · 1949 · 1950 · 1951 · 1952 · 1953 · 1954 · 1955 · 1956 · 1957 · 1958 · 1959 · 1960 · 1961 · 1962 · 1963 · 1964 · 1965 · 1966 · 1967
↓ open tijdperk ↓
1968 (m-v-md-vd-gd) · 1969 (m-v-md-vd-gd) · 1970 (m-v-md-vd-gd) · 1971 (m-v-md-vd-gd) · 1972 (m-v-md-vd-gd) · 1973 (m-v-md-vd-gd) · 1974 (m-v-md-vd-gd) · 1975 (m-v-md-vd-gd) · 1976 (m-v-md-vd-gd) · 1977 (m-v-md-vd-gd) · 1978 (m-v-md-vd-gd) · 1979 (m-v-md-vd-gd) · 1980 (m-v-md-vd-gd) · 1981 (m-v-md-vd-gd) · 1982 (m-v-md-vd-gd) · 1983 (m-v-md-vd-gd) · 1984 (m-v-md-vd-gd) · 1985 (m-v-md-vd-gd) · 1986 (m-v-md-vd-gd) · 1987 (m-v-md-vd-gd) · 1988 (m-v-md-vd-gd) · 1989 (m-v-md-vd-gd) · 1990 (m-v-md-vd-gd) · 1991 (m-v-md-vd-gd) · 1992 (m-v-md-vd-gd) · 1993 (m-v-md-vd-gd) · 1994 (m-v-md-vd-gd) · 1995 (m-v-md-vd-gd) · 1996 (m-v-md-vd-gd) · 1997 (m-v-md-vd-gd) · 1998 (m-v-md-vd-gd) · 1999 (m-v-md-vd-gd) · 2000 (m-v-md-vd-gd) · 2001 (m-v-md-vd-gd) · 2002 (m-v-md-vd-gd) · 2003 (m-v-md-vd-gd) · 2004 (m-v-md-vd-gd) · 2005 (m-v-md-vd-gd) · 2006 (m-v-md-vd-gd) · 2007 (m-v-md-vd-gd) · 2008 (m-v-md-vd-gd) · 2009 (m-v-md-vd-gd) · 2010 (m-v-md-vd-gd) · 2011 (m-v-md-vd-gd) · 2012 (m-v-md-vd-gd) · 2013 (m-v-md-vd-gd) · 2014 (m-v-md-vd-gd) · 2015 (m-v-md-vd-gd) · 2016 (m-v-md-vd-gd) · 2017 (m-v-md-vd-gd) · 2018 (m-v-md-vd-gd) · 2019 (m-v-md-vd-gd) · 2020 · 2021 (m-v-md-vd-gd) · 2022 (m-v-md-vd-gd) · 2023 (m-v-md-vd-gd) · 2024 (m-v-md-vd-gd) · 2025 (m-v-md-vd-gd)
Lijst van Wimbledonwinnaars · Toernooien per editie